# Nordische Skiweltmeisterschaften 2009
Die 47. Nordischen Skiweltmeisterschaften fanden vom 18. Februar bis 1. März 2009 in der tschechischen Stadt Liberec statt.

## Austragungsort
Liberec hatte sich am 3. Juni 2004 während des FIS-Kongresses in Miami (USA) in einer Kampfabstimmung mit 11:4 Stimmen gegen die norwegische Hauptstadt Oslo durchgesetzt.
Damit wurde zum zweiten Mal eine tschechische Stadt Austragungsort der Nordischen Skiweltmeisterschaften. Bei den Nordischen Skiweltmeisterschaften 1925 waren die Wettbewerbe in Janské Lázně veranstaltet worden. Dieser Ort – heute im tschechischen Riesengebirge gelegen – lag 1925 in der damaligen Tschechoslowakei.

## Wettbewerbe
Erstmals wurde auch im Skispringen ein Wettbewerb für Frauen angeboten. Zuvor hatten Frauen nur im Skilanglauf an Nordischen Skiweltmeisterschaften teilnehmen können. In der Nordischen Kombination kamen die Frauen dann erst bei den Weltmeisterschaften 2021 mit einem Wettkampf zum Zug.
Im Skilanglauf fanden für Frauen und Männer je vier Einzel- und zwei Mannschaftswettbewerbe statt. Beim Skiathlon und den Staffeln wurden Teildistanzen sowohl in der klassischen als auch in der freien Technik gelaufen. Bei den anderen Rennen wurde – wie bei Nordischen Skiweltmeisterschaften üblich – die Technik gegenüber der vorhergehenden Weltmeisterschaften variiert. Die Sprintwettbewerbe und die Langdistanz-Massenstartrennen (30 km Frauen, 50 km Männer) wurden im Freistil gelaufen, die Teamsprints und die Mittelstrecken-Einzelstartrennen (10 km Frauen, 15 km Männer) in der klassischen Technik.
Im Skispringen wurde erstmals eine Weltmeisterin ermittelt, nachdem Frauen zuvor bereits seit 2006 an Juniorenweltmeisterschaften teilgenommen hatten. Der Wettkampf wurde auf der Normalschanze ausgetragen. Bei den Männern gab es keine Änderungen. Es fand je ein Einzelwettbewerb von Normal- und einer von der Großschanze sowie ein Teamwettbewerb von der Großschanze statt.
Für die Nordische Kombination wurden die für den Weltcup beschlossenen Änderungen im Wettbewerbsangebot auch bei den Weltmeisterschaften wirksam. Anstelle des früher üblichen klassischen Einzelwettbewerbs (zwei Sprünge von der Normalschanze + 15-km-Langlauf) und des Sprints (ein Sprung von der Großschanze + 7,5-km-Langlauf) wurden die Einzelwettbewerbe nun mit je nur einem Sprung und einem am selben Tag folgenden 10-km-Langlauf ausgetragen. In einem Wettkampf wurde von der Groß-, in einem zweiten von der Normalschanze gesprungen. Darüber hinaus gab es erstmals einen Massenstartwettbewerb, bei dem die Reihenfolge der Disziplinen gegenüber den anderen Disziplinen getauscht wurde. Wie in den Anfangsjahren der Nordischen Kombination fand als erste Disziplin das Laufen statt – allerdings nur über 10 km (früher 18 km bzw. ab 1954 15 km). Die Form allerdings änderte sich: Anstelle des früheren Intervallstarts wurde nun ein Massenstart angesetzt. Gesprungen wurde zweimal, jeder Sprung kam in die Wertung. Diese Massenstartvariante wurde im Zuge weiterer Reformen zwar später wieder abgeschafft, verblieb hier jedoch im WM-Programm, da der Programmablauf für die Wettbewerbe in Liberec bereits festgelegt worden war. Bei späteren Weltmeisterschaften wurde dieser Wettbewerb wieder aus dem Angebotskatalog genommen. Zur Bereicherung der Vielfalt in der Nordischen Kombination kam der Massenstart in der Saison 2023/24 dann doch wieder ins Wettbewerb-Programm. Weiterhin fester Bestandteil der Weltmeisterschaften blieb der Teamwettbewerb.

## Teilnehmer
Inklusive Ersatzleuten, die nur an den Trainingsdurchgängen teilnahmen, wurden 589 Athleten aus 61 Ländern für die Weltmeisterschaften gemeldet.
| - Algerien (1) - Andorra (1) - Argentinien (1) - Armenien (5) - Australien (11) - Belgien (2) - Bermuda (1) - Bosnien und Herzegowina (5) - Brasilien (4) - Bulgarien (5) - Volksrepublik China (6) - Dänemark (7) - Deutschland (27) - Estland (20) - Finnland (25) - Frankreich (28) - Griechenland (5 + 1 Nichtstarter) - Indien (3) - Iran (3) - Irland (4) - Israel (1) | - Italien (32) - Japan (20) - Kanada (17 + 1 Nichtstarter) - Kasachstan (21) - Kenia (1) - Kirgisistan (3) - Kroatien (3) - Lettland (6) - Litauen (4) - Luxemburg (1) - Mazedonien (8) - Moldau (3) - Mongolei (4) - Nepal (1) - Neuseeland (4) - Niederlande (2) - Norwegen (32) - Österreich (17) - Peru (1) - Polen (12) | - Portugal (1) - Rumänien (2 + 2 Nichtstarter) - Russland (33) - Schweden (20) - Schweiz (16) - Serbien (4) - Slowakei (11) - Slowenien (16) - Spanien (4) - Südafrika (1) - Südkorea (2) - Trinidad und Tobago (1) - Tschechien (24 + 2 Nichtstarter) - Türkei (3) - Ukraine (16) - Ungarn (10) - Venezuela (1) - Vereinigtes Königreich (6) - Vereinigte Staaten (24) - Belarus (10) |

## Veranstaltungsorte

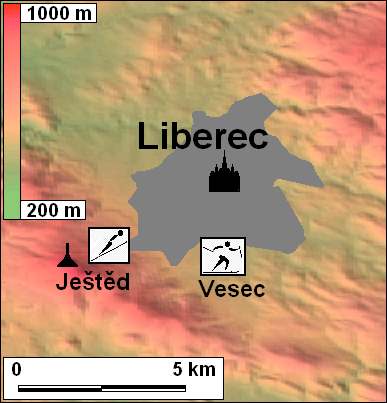
Lage der Anlagen der Weltmeisterschaften in Liberec

Die Langlaufwettbewerbe wurden im Stadtviertel Vesec im Süden von Liberec ausgetragen. Dort wurde speziell für die Weltmeisterschaften ein Loipenareal angelegt. Dieses wurde erst kurz vor den Weltmeisterschaften fertiggestellt, bei zuvor dort ausgetragenen Testwettkämpfen hatte man auf provisorische Strecken ausweichen müssen. In dem Areal befindet sich ein Skistadion, das 30.000 Zuschauern Platz bietet. Dort gibt es zwei Strecken für die Sprintwettbewerbe mit Längen von 1,2 und 1,5 Kilometern. Dazu kommen zwei 3,75 Kilometer lange Strecken, die beide auf 3,3 und 2,5 Kilometer verkürzt werden können. Durch Kombination dieser Strecken, die im Stadion zusammenlaufen, lassen sich alle benötigten Distanzen realisieren.
Die Sprungwettbewerbe fanden auf den Skisprungschanzen am Ještěd statt. Diese bestehen bereits seit 1966 und auf ihnen wurden vorher schon mehrfach Weltcupwettbewerbe ausgetragen. Für die Weltmeisterschaften wurde die Infrastruktur im Umfeld der Schanzen umfangreich umgebaut und modernisiert. So wurde ein fünf Mio. Euro teures Mehrzweckgebäude im Auslauf errichtet, die Tribünenanlagen ausgebaut sowie eine leistungsstarke Flutlichtanlage installiert. Die Schanzen wurden mit Matten für Sommertraining ausgestattet, die Schanzenprofile wurden dabei jedoch nicht verändert.
Die Großschanze hatte eine Hillsize von 134 Metern und einen Konstruktionspunkt von 120 Metern. Den offiziellen Schanzenrekord hielt der Finne Janne Ahonen mit 139,0 Metern, aufgestellt beim Weltcup im Jahr 2004. Den inoffiziellen Rekord hatte der Tscheche Roman Koudelka mit 143,0 Metern bei den tschechischen Meisterschaften 2008 aufgestellt.
Die Normalschanze hatte eine Hillsize von 100 Metern und einen Kalkulationspunkt von 90 Metern. Einen offiziellen Schanzenrekord gab es vor den Weltmeisterschaften auf der Normalschanze nicht, da dort das letzte Weltcupspringen 1994 und somit vor Einführung der Regelung der offiziellen Schanzenrekorde ausgetragen worden war. Den inoffiziellen Schanzenrekord hielt vor den Weltmeisterschaften der Österreicher Thomas Egger Riedmüller, aufgestellt beim Alpencup 2009. Während der Weltmeisterschaften stellte der Finne Harri Olli mit 104,5 Metern einen offiziellen Schanzenrekord auf. Der Sprung seines Landsmannes Anssi Koivuranta auf 106,5 Meter beim Massenstartwettbewerb der Nordischen Kombinierer wurde nur als inoffizieller Rekord gewertet, da dieser in einem abgebrochenen nicht gewerteten Durchgang erzielt wurde. Den Frauenrekord auf der Schanze hielten gemeinsam die Deutsche Ulrike Gräßler und die Kanadierin Nata De Leeuw mit 103,5 Metern, aufgestellt bei den WM-Testwettkämpfen im Oktober 2008.
Für die Eröffnungsfeier wurde die Tipsport Arena, eine Multifunktionsarena, genutzt. Ferner befand sich dort während der Weltmeisterschaften auch das Büro des Organisationskomitees und Pressezentrum.
Als Medal Plaza diente der Marktplatz im Zentrum von Liberec. Während im Anschluss an die Veranstaltung die Sieger nur im Rahmen einer Flowers Ceremony geehrt wurden, fand die eigentliche Siegerehrung jeden Abend dort in Verbindung mit Konzerten und Feuerwerken statt.

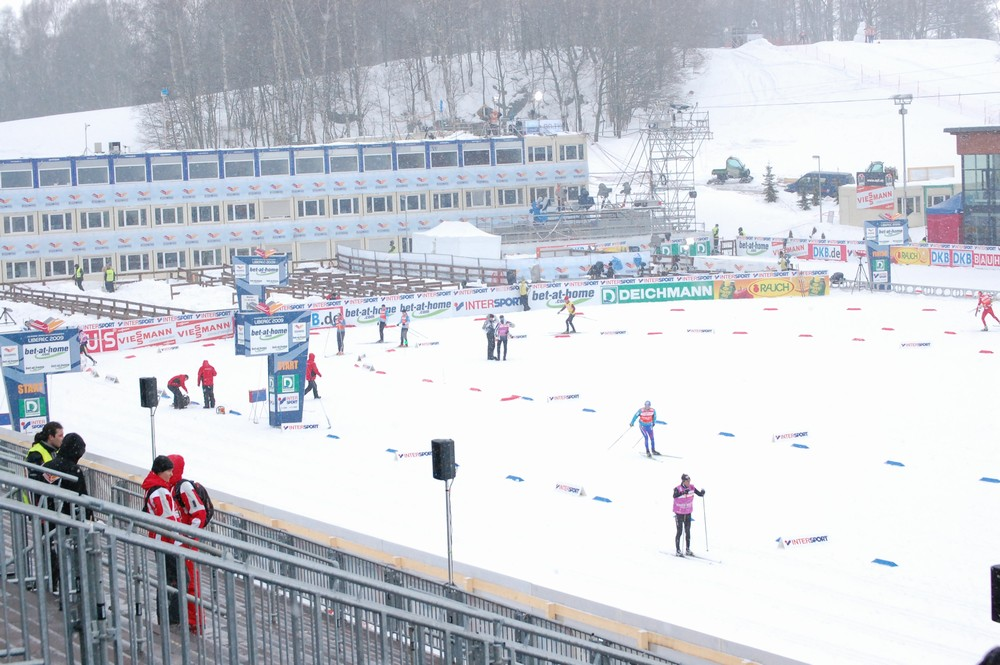
Langlaufstadion in Vesec
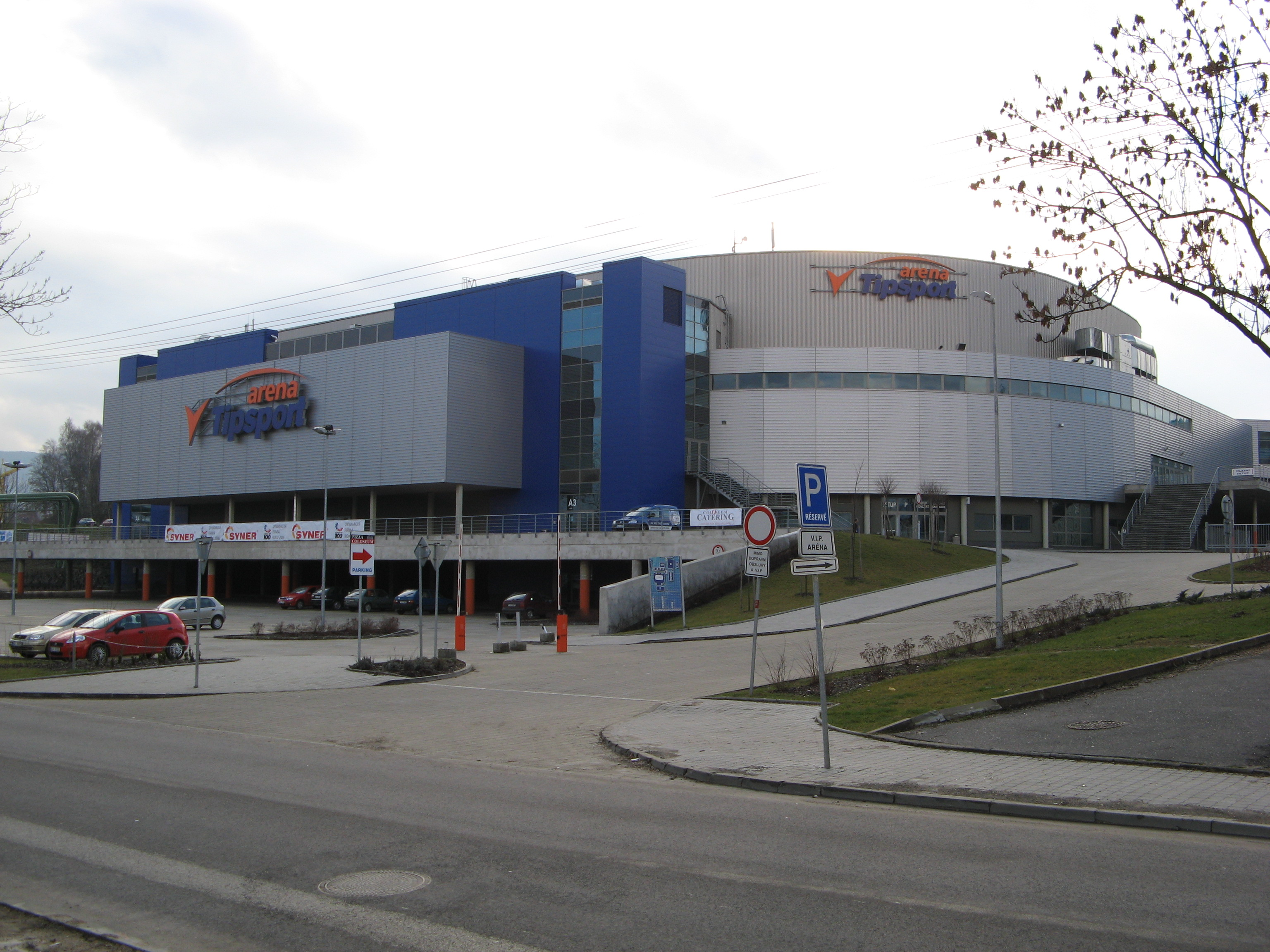
Tipsport Arena
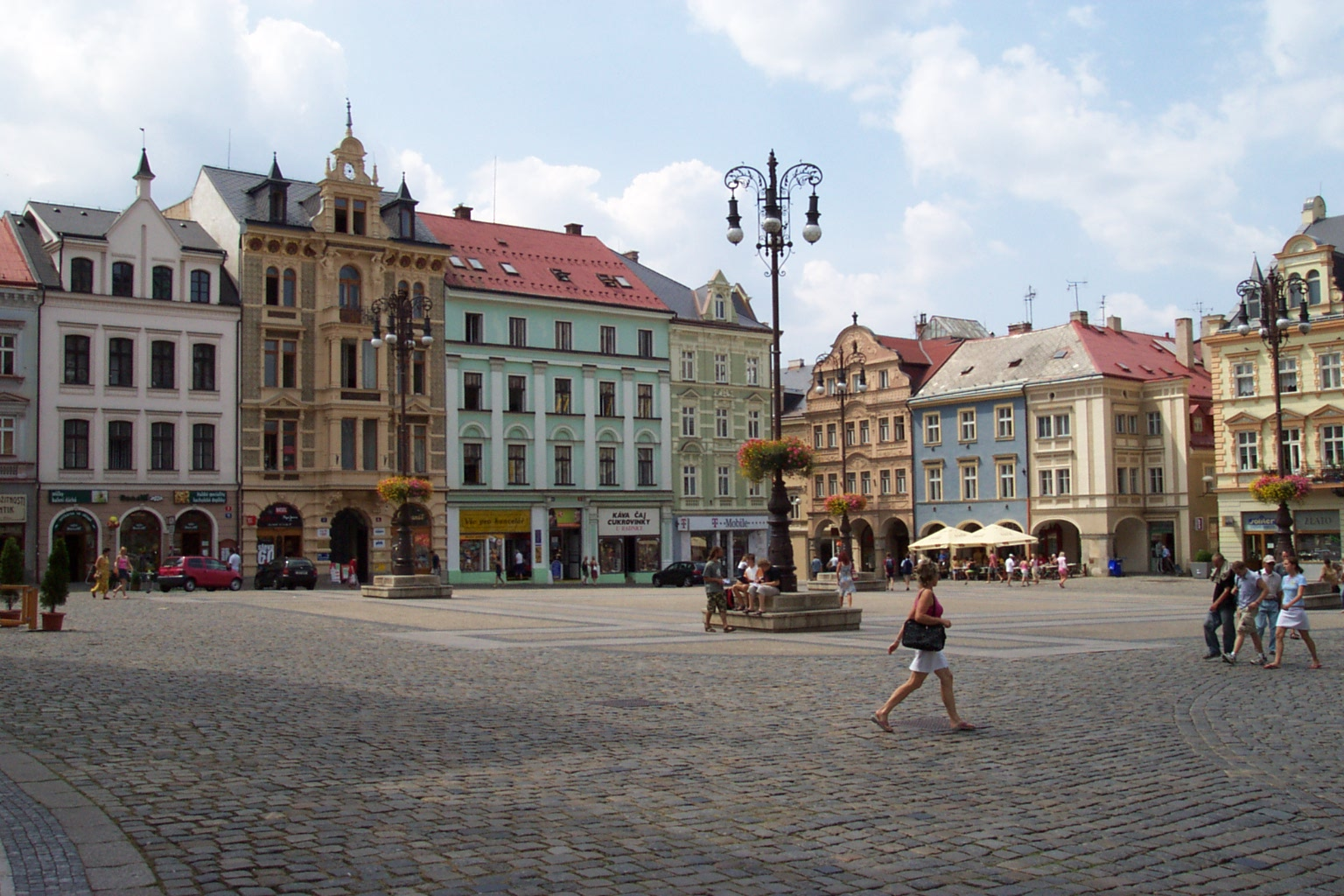
Marktplatz von Liberec

## Erfolgreiche Nationen und Teilnehmer
Ganz oben im Medaillenspiegel stand mit fünf WM-Siegen wie schon seit einigen Jahren wieder Norwegen. Dahinter tauchten mit vier WM-Titeln die Vereinigten Staaten auf, die sich erstmals bei Nordischen Skiweltmeisterschaften so stark präsentierten. Ihre Sportler waren v. a. in der Nordischen Kombination erfolgreich. Finnland erreichte dahinter drei Goldmedaillen.
Der norwegische Skilangläufer Petter Northug zeigte sich hier im Gegensatz zu den letzten Weltmeisterschaften in sehr guter Verfassung. Er gewann zwei Einzeltitel und holte dazu noch mit seiner Mannschaft Staffelgold. Northugs Landsmann Ola Vigen Hattestad war der überragende Sprinter. Er gewann sowohl den Einzel- als auch den Teamsprint-Titel. Die Langläuferin Aino-Kaisa Saarinen aus Finnland gewann dreimal Gold und einmal Bronze. Die Polin Justyna Kowalczyk war im Langlauf zweimal ganz vorne und errang darüber hinaus noch einmal Bronze. Bei den Skispringern war das Team aus Österreich sehr stark. Wolfgang Loitzl gewann einmal Einzelgold und dazu den WM-Titel mit seiner Mannschaft. In der Nordischen Kombination wurde der US-Amerikaner Todd Lodwick zweifacher Weltmeister.

## Doping
Es gab drei nachträglich festgestellte Dopingfälle. Alle betroffenen Sportler kamen aus Russland.
- Julija Tschepalowa – Sie wurde im Januar 2009 dreimal positiv auf Erythropoetin (EPO) getestet und rückwirkend für zwei Jahre gesperrt.[4] Ihre bei diesen Weltmeisterschaften erzielten Resultate (15 km Skiathlon sowie 4 × 5 km Staffel) wurden annulliert.
- Natalja Matwejewa – Sie wurde wegen Verstoßes gegen die Antidopingbestimmungen im Dezember 2009 rückwirkend ab Januar 2009 für zwei Jahre gesperrt.[5] Ihre bei diesen Weltmeisterschaften erzielten Resultate (Sprint Freistil, Team-Sprint klassisch, 30 km Massenstart, 4 × 5 km Staffel) wurden gestrichen.
- Jewgeni Dementjew – Er wurde im Januar positiv auf das Dopingmittel EPO getestet und für zwei Jahre gesperrt und trat vor Ende seiner Sperre vom Leistungssport zurück.[6] Seine bei diesen Weltmeisterschaften erzielten Resultate (50 km Massenstart, 4 × 10 km Staffel) wurden gestrichen.

Männerstaffel:

## Legende
Kurze Übersicht zur Bedeutung der Symbolik – so üblicherweise auch in sonstigen Veröffentlichungen verwendet:
| DOP | wegen Dopingvergehens disqualifiziert |
| LPD | überrundet (lapped)                   |
| *   | gestürzt                              |

## Medaillenspiegel
| Medaillenspiegel der Nordischen Skiweltmeisterschaften 2009 Endstand nach 20 Entscheidungen |                    |      |        |        |        |
| Platz                                                                                       | Nation             | Gold | Silber | Bronze | Gesamt |
| 01                                                                                          | Norwegen           | 5    | 4      | 3      | 12     |
| 02                                                                                          | Vereinigte Staaten | 4    | 1      | 1      | 6      |
| 03                                                                                          | Finnland           | 3    | –      | 5      | 8      |
| 04                                                                                          | Österreich         | 2    | 1      | –      | 3      |
| 05                                                                                          | Polen              | 2    | –      | 1      | 3      |
| 06                                                                                          | Italien            | 1    | 1      | 2      | 4      |
| 07                                                                                          | Schweiz            | 1    | –      | 1      | 2      |
| 07                                                                                          | Japan              | 1    | –      | 1      | 2      |
| 09                                                                                          | Estland            | 1    | –      | –      | 1      |
| 10                                                                                          | Deutschland        | –    | 8      | 1      | 9      |
| 11                                                                                          | Schweden           | –    | 2      | 1      | 3      |
| 11                                                                                          | Russland           | –    | 2      | 1      | 3      |
| 13                                                                                          | Tschechien         | –    | 1      | –      | 1      |
| 14                                                                                          | Frankreich         | –    | –      | 2      | 2      |
| 15                                                                                          | Ukraine            | –    | –      | 1      | 1      |

| Platz | Sportler              | Gold | Silber | Bronze | Gesamt |
| ----- | --------------------- | ---- | ------ | ------ | ------ |
| 01    | Petter Northug        | 3    | 0      | 0      | 3      |
| 02    | Ola Vigen Hattestad   | 2    | 0      | 0      | 2      |
| 02    | Todd Lodwick          | 2    | 0      | 0      | 2      |
| 02    | Wolfgang Loitzl       | 2    | 0      | 0      | 2      |
| 05    | Johan Kjølstad        | 1    | 1      | 0      | 2      |
| 05    | Gregor Schlierenzauer | 1    | 1      | 0      | 2      |
| 07    | Bill Demong           | 1    | 0      | 1      | 2      |
| 08    | Andrus Veerpalu       | 1    | 0      | 0      | 1      |
| 08    | Andreas Küttel        | 1    | 0      | 0      | 1      |
| 08    | Eldar Rønning         | 1    | 0      | 0      | 1      |
| 08    | Odd-Bjørn Hjelmeset   | 1    | 0      | 0      | 1      |
| 08    | Tore Ruud Hofstad     | 1    | 0      | 0      | 1      |
| 08    | Yūsuke Minato         | 1    | 0      | 0      | 1      |
| 08    | Taihei Katō           | 1    | 0      | 0      | 1      |
| 08    | Akito Watabe          | 1    | 0      | 0      | 1      |
| 08    | Norihito Kobayashi    | 1    | 0      | 0      | 1      |
| 08    | Martin Koch           | 1    | 0      | 0      | 1      |
| 08    | Thomas Morgenstern    | 1    | 0      | 0      | 1      |
| 19    | Tobias Angerer        | 0    | 2      | 1      | 3      |
| 20    | Axel Teichmann        | 0    | 2      | 0      | 2      |
| 20    | Björn Kircheisen      | 0    | 2      | 0      | 2      |
| 20    | Tino Edelmann         | 0    | 2      | 0      | 2      |
| 23    | Jan Schmid            | 0    | 1      | 1      | 2      |
| 23    | Anders Jacobsen       | 0    | 1      | 1      | 2      |
| 25    | Lukáš Bauer           | 0    | 1      | 0      | 1      |
| 25    | Maxim Wylegschanin    | 0    | 1      | 0      | 1      |
| 25    | Anders Södergren      | 0    | 1      | 0      | 1      |
| 25    | Martin Schmitt        | 0    | 1      | 0      | 1      |
| 25    | Jens Filbrich         | 0    | 1      | 0      | 1      |
| 25    | Franz Göring          | 0    | 1      | 0      | 1      |
| 25    | Ronny Ackermann       | 0    | 1      | 0      | 1      |
| 25    | Eric Frenzel          | 0    | 1      | 0      | 1      |
| 25    | Anders Bardal         | 0    | 1      | 0      | 1      |
| 25    | Tom Hilde             | 0    | 1      | 0      | 1      |
| 25    | Johan Remen Evensen   | 0    | 1      | 0      | 1      |
| 36    | Jason Lamy Chappuis   | 0    | 0      | 2      | 2      |
| 36    | Matti Heikkinen       | 0    | 0      | 2      | 2      |
| 36    | Ville Nousiainen      | 0    | 0      | 2      | 2      |
| 36    | Sami Jauhojärvi       | 0    | 0      | 2      | 2      |
| 40    | Nikolai Morilow       | 0    | 0      | 1      | 1      |
| 40    | Giorgio Di Centa      | 0    | 0      | 1      | 1      |
| 40    | Simon Ammann          | 0    | 0      | 1      | 1      |
| 40    | Teemu Kattilakoski    | 0    | 0      | 1      | 1      |
| 40    | Mikko Kokslien        | 0    | 0      | 1      | 1      |
| 40    | Petter Tande          | 0    | 0      | 1      | 1      |
| 40    | Magnus Moan           | 0    | 0      | 1      | 1      |
| 40    | Shōhei Tochimoto      | 0    | 0      | 1      | 1      |
| 40    | Takanobu Okabe        | 0    | 0      | 1      | 1      |
| 40    | Daiki Itō             | 0    | 0      | 1      | 1      |
| 40    | Noriaki Kasai         | 0    | 0      | 1      | 1      |

| Platz | Sportlerin                   | Gold | Silber | Bronze | Gesamt |
| ----- | ---------------------------- | ---- | ------ | ------ | ------ |
| 01    | Aino-Kaisa Saarinen          | 3    | 0      | 1      | 4      |
| 02    | Justyna Kowalczyk            | 2    | 0      | 1      | 3      |
| 03    | Virpi Kuitunen               | 2    | 0      | 0      | 2      |
| 04    | Arianna Follis               | 1    | 0      | 1      | 2      |
| 04    | Pirjo Muranen                | 1    | 0      | 1      | 2      |
| 06    | Lindsey Van                  | 1    | 0      | 0      | 1      |
| 06    | Riitta-Liisa Roponen         | 1    | 0      | 0      | 1      |
| 08    | Marianna Longa               | 0    | 1      | 0      | 1      |
| 08    | Lina Andersson               | 0    | 1      | 0      | 1      |
| 08    | Kristin Størmer Steira       | 0    | 1      | 0      | 1      |
| 08    | Jewgenija Medwedewa-Arbusowa | 0    | 1      | 0      | 1      |
| 08    | Kikkan Randall               | 0    | 1      | 0      | 1      |
| 08    | Ulrike Gräßler               | 0    | 1      | 0      | 1      |
| 08    | Anna Olsson                  | 0    | 1      | 0      | 1      |
| 08    | Katrin Zeller                | 0    | 1      | 0      | 1      |
| 08    | Evi Sachenbacher-Stehle      | 0    | 1      | 0      | 1      |
| 08    | Miriam Gössner               | 0    | 1      | 0      | 1      |
| 08    | Claudia Nystad               | 0    | 1      | 0      | 1      |
| 19    | Walentyna Schewtschenko      | 0    | 0      | 1      | 1      |
| 19    | Anette Sagen                 | 0    | 0      | 1      | 1      |
| 19    | Britta Johansson Norgren     | 0    | 0      | 1      | 1      |
| 19    | Anna Haag                    | 0    | 0      | 1      | 1      |
| 19    | Charlotte Kalla              | 0    | 0      | 1      | 1      |

## Resultate Langlauf Männer

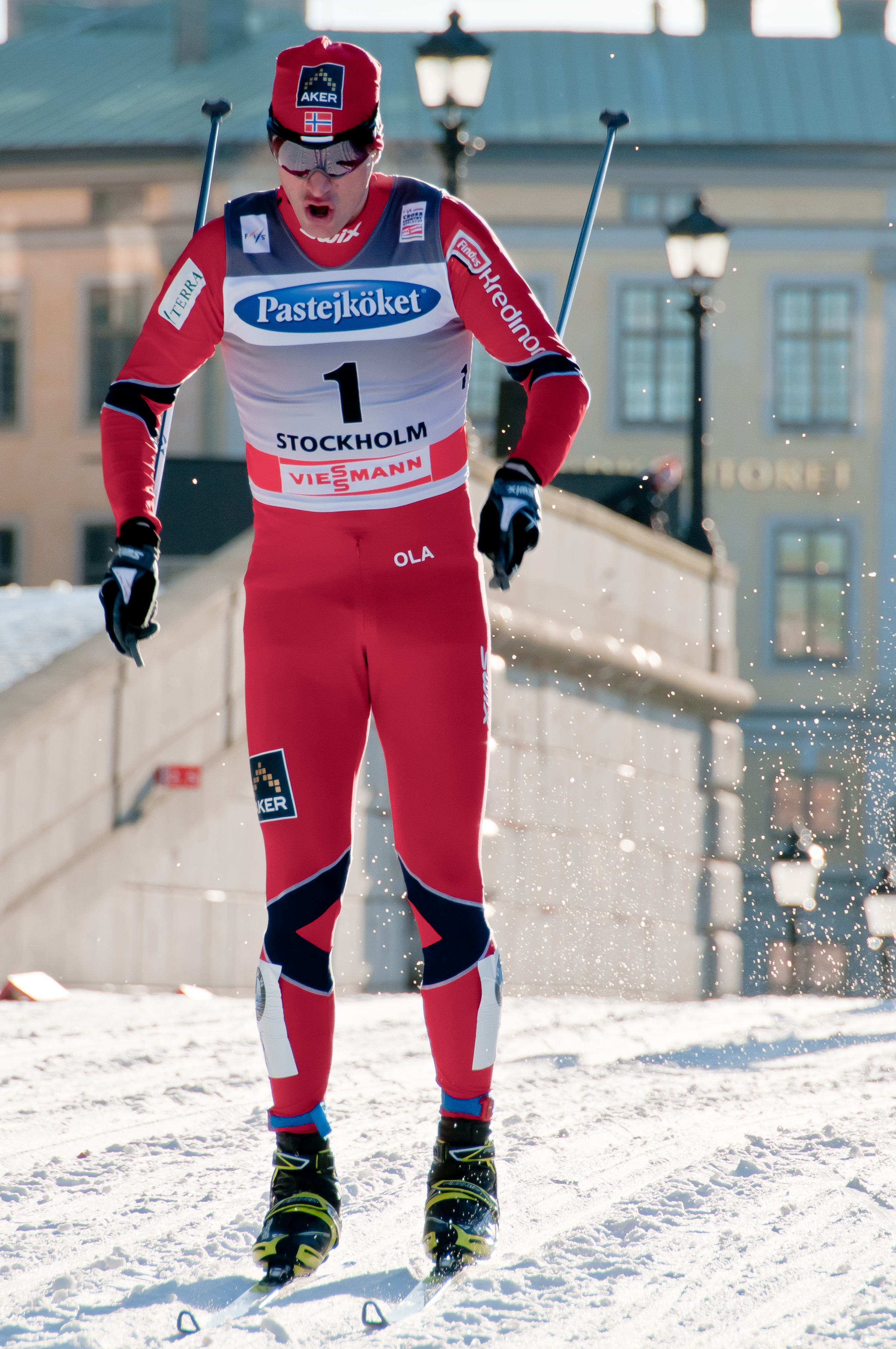
Weltmeister Ola Vigen Hattestad

### SprintFreistil
| Platz | Sportler            |
| ----- | ------------------- |
| 1     | Ola Vigen Hattestad |
| 2     | Johan Kjølstad      |
| 3     | Nikolai Morilow     |
| 4     | Dario Cologna       |
| 5     | Marcus Hellner      |
| 6     | Aleš Razým          |
| 7     | Anti Saarepuu       |
| 8     | Fulvio Scola        |
| 9     | Alexei Petuchow     |
| 10    | Cyril Miranda       |
| …     | …                   |
| 19    | Franz Göring        |
| 21    | Eligius Tambornino  |
| 26    | Josef Wenzl         |
| 31    | Valerio Leccardi    |
| 32    | Tom Reichelt        |
| 35    | Martin Jäger        |
| 47    | Manuel Hirner       |
| 54    | Harald Wurm         |
| 75    | Martin Stockinger   |

Olympiasieger 2006:  Björn Lind
Weltmeister 2007:  Jens Arne Svartedal
Datum: 24. Februar 2009

### Team-Sprint klassisch
| Platz | Land        | Sportler                             | Zeit (min) |
| ----- | ----------- | ------------------------------------ | ---------- |
| 1     | Norwegen    | Johan Kjølstad Ola Vigen Hattestad   | 22:48,5    |
| 2     | Deutschland | Tobias Angerer Axel Teichmann        | 22:49,0    |
| 3     | Finnland    | Ville Nousiainen Sami Jauhojärvi     | 22:49,0    |
| 4     | Russland    | Andrei Parfjonow Nikita Krjukow      | 22:50,7    |
| 5     | Frankreich  | Jean-Marc Gaillard Cyril Miranda     | 22:51,5    |
| 6     | Schweden    | Mats Larsson Emil Jönsson            | 22:52,8    |
| 7     | Kasachstan  | Alexei Poltoranin Nikolai Tschebotko | 22:54,3    |
| 8     | Estland     | Aivar Rehemaa Andrus Veerpalu        | 22:57,2    |
| 9     | Kanada      | George Grey Devon Kershaw            | 22:58,2    |
| 10    | Japan       | Shōhei Honda Yūichi Onda             | 22:58,8    |
| …     | …           | …                                    | …          |
| 16    | Schweiz     | Valerio Leccardi Christoph Eigenmann | Semifinale |

Olympiasieger 2006:  (Thobias Fredriksson, Björn Lind)
Weltmeister 2007:  (Renato Pasini – Cristian Zorzi)
Datum: 25. Februar 2009

### 15 km klassisch
| Platz | Sportler           | Zeit (min) |
| ----- | ------------------ | ---------- |
| 1     | Andrus Veerpalu    | 38:54,4    |
| 2     | Lukáš Bauer        | 39:00,7    |
| 3     | Matti Heikkinen    | 39:10,8    |
| 4     | Kris Freeman       | 39:12,1    |
| 5     | Jaak Mae           | 39:25,1    |
| 6     | Dario Cologna      | 39:27,7    |
| 7     | Eldar Rønning      | 39:35,6    |
| 8     | Johan Olsson       | 39:36,5    |
| 9     | Tobias Angerer     | 39:44,9    |
| 10    | Martin Bajčičák    | 39:51,9    |
| 11    | Franz Göring       | 39:52,7    |
| …     | …                  | …          |
| 13    | Jens Filbrich      | 39:56,2    |
| 26    | Toni Livers        | 40:37,3    |
| 38    | Axel Teichmann     | 41:26,5    |
| 46    | Manuel Hirner      | 42:19,9    |
| 50    | Reto Burgermeister | 42:40,7    |

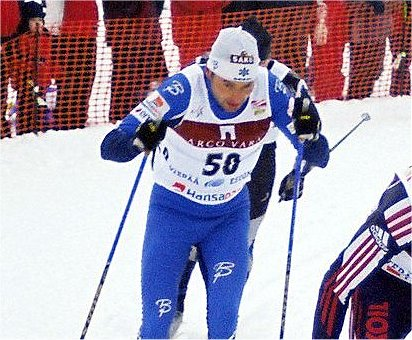
Der 15-km-Sieger Andrus Veerpalu

Olympiasieger 2006 (klassisch):  Andrus Veerpalu
Weltmeister 2007 (Freistil):  Lars Berger
Datum: 20. Februar 2009
Der zweifache Olympiasieger Andrus Veerpalu setzte sich gegen Lokalmatador Lukáš Bauer durch. Dritter wurde überraschend Der Finne Matti Heikkinen. – Der Salzburger Manuel Hirner musste auf Rang 46 bei seinem WM-Debüt Lehrgeld zahlen.

### 30 km Skiathlon
| Platz | Sportler         | Zeit (h)  |
| ----- | ---------------- | --------- |
| 1     | Petter Northug   | 1:15:52,4 |
| 2     | Anders Södergren | 1:15:55,5 |
| 3     | Giorgio Di Centa | 1:16:04,3 |
| 4     | Alexander Legkow | 1:16:12,5 |
| 5     | Roland Clara     | 1:16:16,0 |
| 6     | Vincent Vittoz   | 1:16:21,6 |
| 7     | Tobias Angerer   | 1:16:22,2 |
| 8     | Sami Jauhojärvi  | 1:16:24,8 |
| 9     | Martin Koukal    | 1:16:25,1 |
| 10    | Jens Filbrich    | 1:16:27,8 |
| …     | …                | …         |
| 30    | Axel Teichmann   | 1:17:24,4 |
| 31    | René Sommerfeldt | 1:17:24,5 |
| 38    | Toni Livers      | 1:18:32,6 |
| 39    | Tom Reichelt     | 1:18:42,8 |
| 41    | Dario Cologna    | 1:19:34,3 |
| 48    | Remo Fischer     | 1:20:25,4 |

Olympiasieger 2006:  Jewgeni Dementjew
Weltmeister 2007:  Axel Teichmann
Datum: 22. Februar 2009

### 50 km Freistil
| Platz | Sportler             | Zeit (h)  |
| ----- | -------------------- | --------- |
| 1     | Petter Northug       | 1:59:38,1 |
| 2     | Maxim Wylegschanin   | 1:59:38,8 |
| 3     | Tobias Angerer       | 1:59:40,1 |
| 4     | Giorgio Di Centa     | 1:59:42,1 |
| 5     | Sjarhej Dalidowitsch | 1:59:43,7 |
| 6     | René Sommerfeldt     | 1:59:45,6 |
| 7     | Martin Koukal        | 1:59:46,2 |
| 8     | Teemu Kattilakoski   | 1:59:46,5 |
| 9     | Vincent Vittoz       | 1:59:47,2 |
| 10    | Aivar Rehemaa        | 1:59:47,3 |
| …     | …                    | …         |
| 14    | Toni Livers          | 1:59:51,4 |
| 19    | Remo Fischer         | 1:59:57,1 |
| 24    | Tom Reichelt         | 2:00:28,7 |
| 25    | Christian Hoffmann   | 2:00:31,1 |
| 27    | Curdin Perl          | 2:01:40,6 |

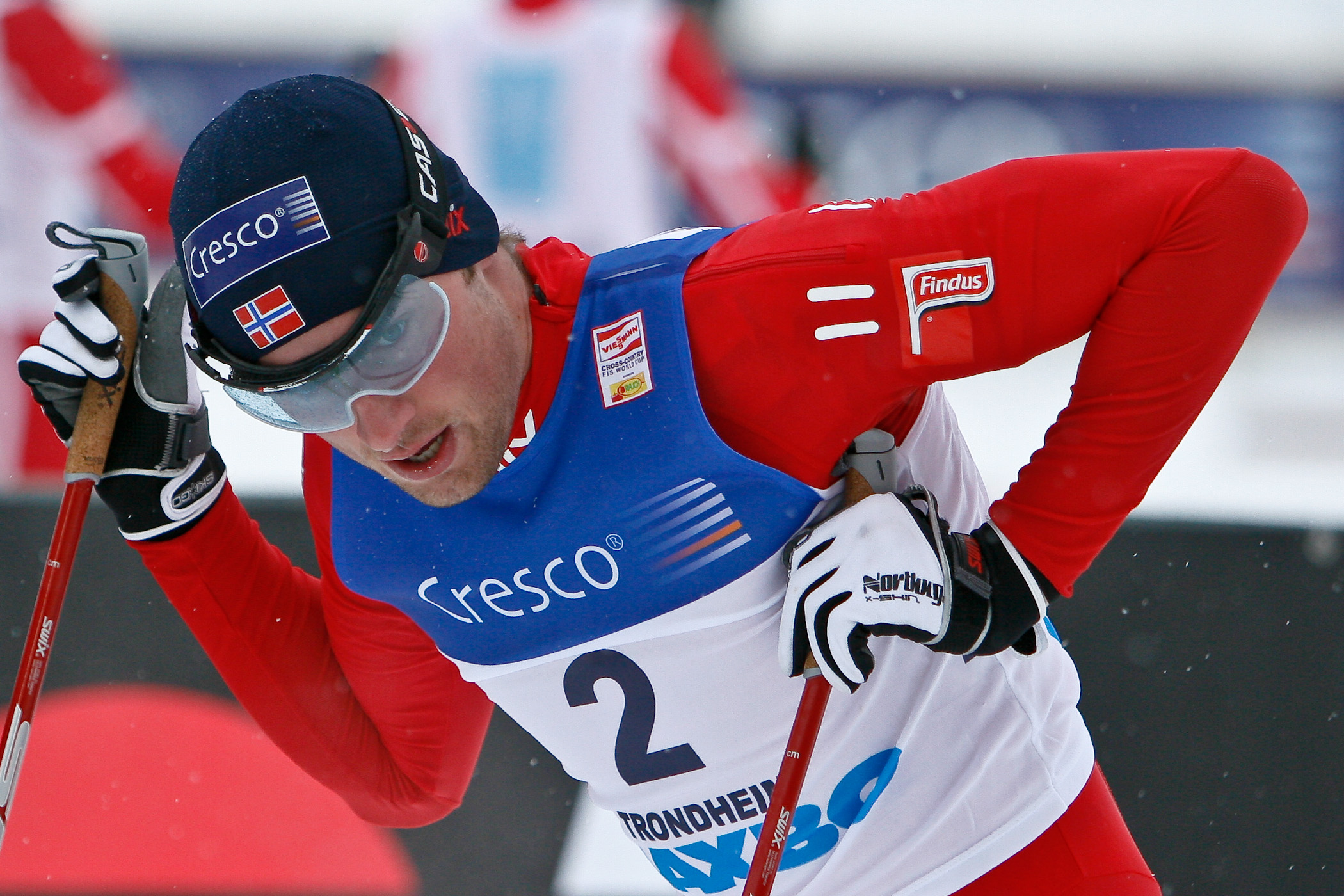
Dreimal Gold gab es für Petter Northug (30 km, 50 km, Staffel)

Olympiasieger 2006 (Freistil):  Giorgio Di Centa
Weltmeister 2007 (klassisch):  Odd-Bjørn Hjelmeset
Datum: 1. März 2009
In diesem Wettbewerb gab es einen Dopingfall: Der Russe Jewgeni Dementjew wurde im Januar positiv auf das Dopingmittel Erythropoetin (EPO) getestet und für zwei Jahre gesperrt. Er trat vor Ende seiner Sperre vom Leistungssport zurück.

### 4 × 10 km Staffel
| Platz | Land           | Sportler                                                                    | Zeit (h)  |
| ----- | -------------- | --------------------------------------------------------------------------- | --------- |
| 1     | Norwegen       | Eldar Rønning Odd-Bjørn Hjelmeset Tore Ruud Hofstad Petter Northug          | 1:41:50,6 |
| 2     | Deutschland    | Jens Filbrich Tobias Angerer Franz Göring Axel Teichmann                    | 1:41:53,2 |
| 3     | Finnland       | Matti Heikkinen Sami Jauhojärvi Teemu Kattilakoski Ville Nousiainen         | 1:42:34,5 |
| 4     | Italien        | Roland Clara Valerio Checchi Pietro Piller Cottrer Giorgio Di Centa         | 1:43:13,0 |
| 5     | Kanada         | Devon Kershaw George Grey Ivan Babikov Alex Harvey                          | 1:43:21,9 |
| 6     | Schweden       | Daniel Rickardsson Johan Olsson Mathias Fredriksson Marcus Hellner          | 1:44:03,7 |
| 7     | Schweiz        | Curdin Perl Dario Cologna Remo Fischer Toni Livers                          | 1:44:34,4 |
| 8     | Estland        | Jaak Mae Andrus Veerpalu Kaspar Kokk Aivar Rehemaa                          | 1:44:34,4 |
| 9     | Frankreich     | Alexandre Rousselet Jean-Marc Gaillard Vincent Vittoz Emmanuel Jonnier      | 1:45:00,3 |
| 10    | Kasachstan     | Sergei Tscherepanow Alexei Poltoranin Jewgeni Welitschko Nikolai Tschebotko | 1:45:35,4 |
| 11    | Tschechien     | Martin Jakš Lukáš Bauer Jiří Magál Martin Koukal                            | 1:46:52,3 |
| 12    | USA            | Kris Freeman Chris Cook James Southam Andrew Newell                         | 1:47:25,5 |
| 13    | Australien     | Ben Sim Callum Watson Andrew Mock Mark van der Ploeg                        | LPD       |
| 14    | Großbritannien | Andrew Musgrave Alexander Standen Andrew Young Simon James Platt            | LPD       |
| DOP   | Russland       | Sergei Nowikow Wassili Rotschew Alexander Legkow Jewgeni Dementjew          | 1:45:55,2 |

Olympiasieger 2006:  Italien (Fulvio Valbusa, Giorgio Di Centa, Pietro Piller Cottrer, Cristian Zorzi)

Weltmeister 2007:  Norwegen (Eldar Rønning, Odd-Bjørn Hjelmeset, Lars Berger, Petter Northug)
Datum: 27. Februar 2009
Die Staffeln von Australien und Großbritannien wurden nach Überrundung aus dem Rennen genommen.
Die ursprünglich elftplatzierte russische Staffel wurde nachträglich disqualifiziert, nachdem ihr Schlussläufer Jewgeni Dementjew positiv auf Erythropoetin (EPO) getestet und für zwei Jahre gesperrt worden war.

## Resultate Langlauf Frauen

### Sprint Freistil
| Platz | Sportler             |
| ----- | -------------------- |
| 1     | Arianna Follis       |
| 2     | Kikkan Randall       |
| 3     | Pirjo Muranen        |
| 4     | Natalja Matwejewa    |
| 5     | Ida Ingemarsdotter   |
| 6     | Anna Olsson          |
| 7     | Charlotte Kalla      |
| 8     | Alena Procházková    |
| 9     | Marthe Kristoffersen |
| 10    | Marit Bjørgen        |
| …     | …                    |
| 16    | Nicole Fessel        |
| 19    | Claudia Nystad       |
| 20    | Miriam Gössner       |
| 25    | Manuela Henkel       |
| 38    | Seraina Mischol      |

Olympiasiegerin 2006:  Chandra Crawford
Weltmeisterin 2007:  Astrid Jacobsen
Datum: 24. Februar 2009
Dieser Wettbewerb war von einem Dopingfall betroffen. Die Russin Natalja Matwejewa wurde im Dezember 2009 deswegen rückwirkend ab Januar 2009 für zwei Jahre gesperrt.

### Team-Sprint klassisch
| Platz | Land        | Sportler                                            | Zeit (min) |
| ----- | ----------- | --------------------------------------------------- | ---------- |
| 1     | Finnland    | Aino-Kaisa Saarinen Virpi Kuitunen                  | 19:43,7    |
| 2     | Schweden    | Anna Olsson Lina Andersson                          | 20:03,7    |
| 3     | Italien     | Marianna Longa Arianna Follis                       | 20:07,5    |
| 4     | Japan       | Masako Ishida Madoka Natsumi                        | 20:08,9    |

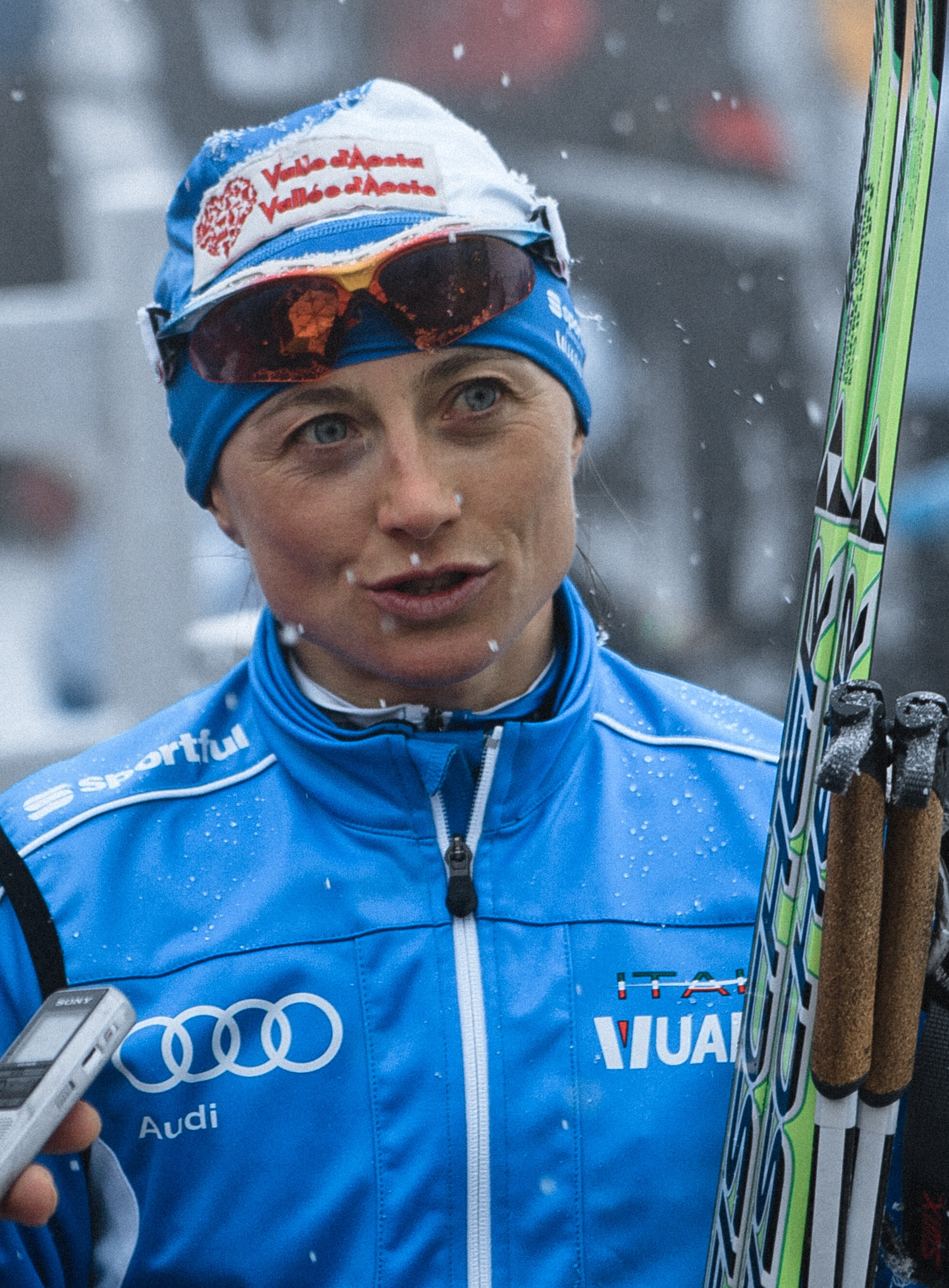
Den Sprint gewann Arianna Follis

| 5     | Norwegen    | Astrid Uhrenholdt Jacobsen Ingvild Flugstad Østberg | 20:31,4    |
| 6     | Kanada      | Sara Renner Perianne Jones                          | 20:47,3    |
| 7     | Deutschland | Katrin Zeller Evi Sachenbacher-Stehle               | 20:51,7    |
| 8     | Kasachstan  | Oxana Jatskaja Swetlana Malachowa                   | 20:52,8    |
| 9     | Russland    | Jewgenija Schapowalowa Natalja Matwejewa            | 21:23,4    |
| 10    | Tschechien  | Ivana Janečková Kamila Rajdlová                     | 21:37,9    |

Olympiasiegerinnen 2006:  (Anna Dahlberg – Lina Andersson)
Weltmeisterinnen 2007:  (Riitta-Liisa Roponen – Virpi Kuitunen)
Datum: 25. Februar 2009
Dieser Wettbewerb war von einem Dopingfall betroffen. Die Russin Natalja Matwejewa wurde im Dezember 2009 deswegen rückwirkend ab Januar 2009 für zwei Jahre gesperrt.

### 10 km klassisch
| Platz | Sportler                | Zeit (min) |
| ----- | ----------------------- | ---------- |
| 1     | Aino-Kaisa Saarinen     | 28:12,8    |
| 2     | Marianna Longa          | 28:17,0    |
| 3     | Justyna Kowalczyk       | 28:24,3    |
| 4     | Virpi Kuitunen          | 28:29,9    |
| 5     | Walentyna Schewtschenko | 28:41,8    |
| 6     | Kristin Størmer Steira  | 28:59,1    |
| 7     | Pirjo Muranen           | 29:17,5    |
| 8     | Masako Ishida           | 29:19,9    |
| 9     | Sara Renner             | 29:29,0    |
| 10    | Therese Johaug          | 29:33,7    |
| …     | …                       | …          |
| 18    | Katrin Zeller           | 29:54,2    |
| 22    | Seraina Mischol         | 30:10,9    |
| 24    | Kateřina Smutná         | 30:19,8    |
| 32    | Stefanie Böhler         | 30:54,5    |

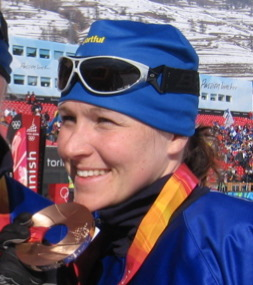
Mit knapp fünf Sekunden Vorsprung siegte Aino-Kaisa Saarinen

Olympiasiegerin 2006 (klassisch):  Kristina Šmigun
Weltmeisterin 2007 (Freistil):  Kateřina Neumannová
Datum: 19. Februar 2009

### 15 km Skiathlon

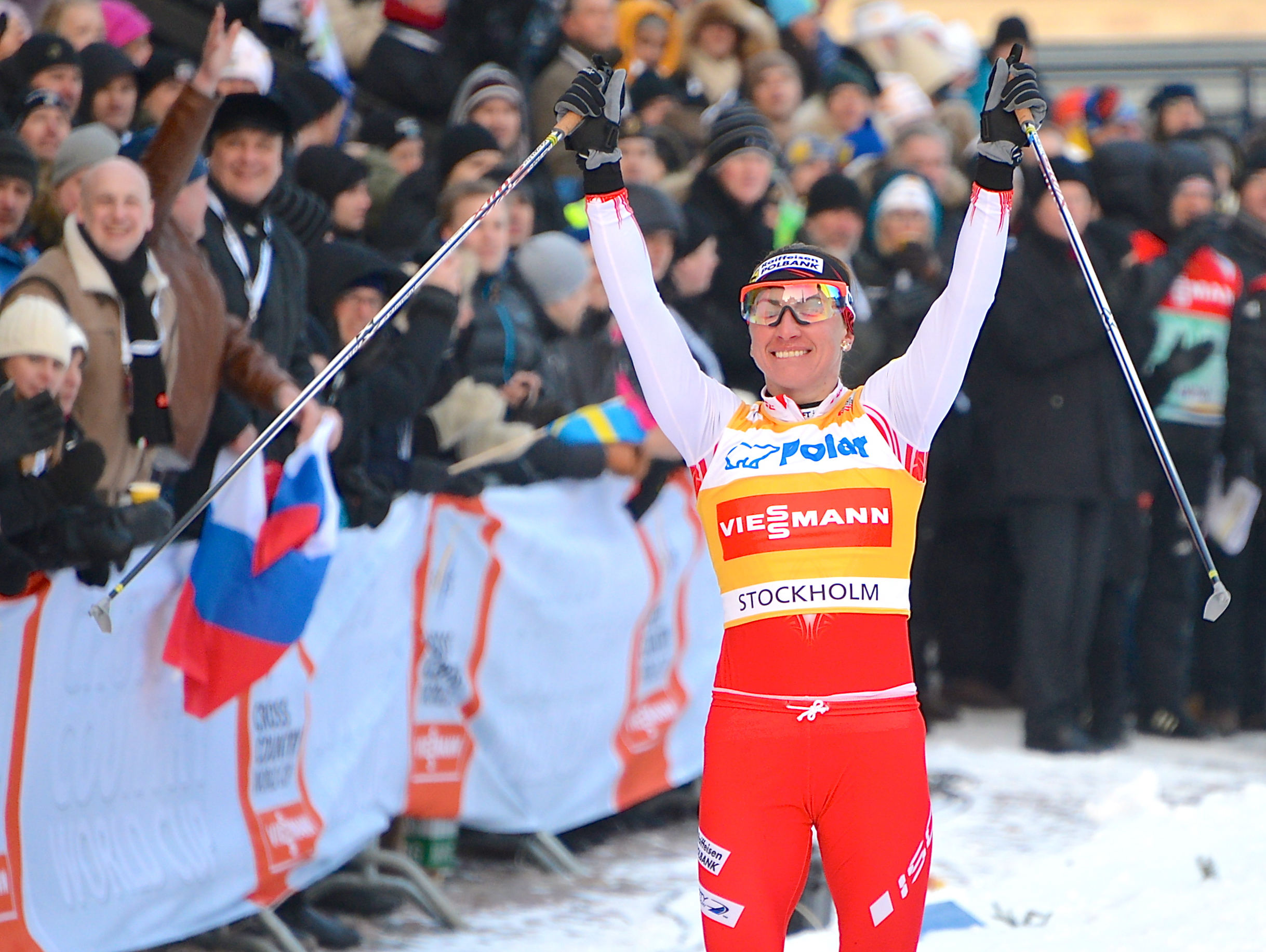
Justyna Kowalczyk siegte auf den beiden längsten Frauenstrecken

| Platz | Sportler                | Zeit (min) |
| ----- | ----------------------- | ---------- |
| 1     | Justyna Kowalczyk       | 40:55,3    |
| 2     | Kristin Størmer Steira  | 40:57,0    |
| 3     | Aino-Kaisa Saarinen     | 41:03,3    |
| 4     | Marianna Longa          | 41:16,8    |
| 5     | Walentyna Schewtschenko | 41:39,5    |
| 6     | Therese Johaug          | 42:19,2    |
| 7     | Arianna Follis          | 42:25,3    |
| 8     | Charlotte Kalla         | 42:25,9    |
| 9     | Petra Majdič            | 42:30,6    |
| 10    | Evi Sachenbacher-Stehle | 42:34,4    |
| …     | …                       | …          |
| 17    | Katrin Zeller           | 42:59,7    |

Olympiasiegerin 2006:  Kristina Šmigun
Weltmeisterin 2007:  Olga Sawjalowa
Datum: 21. Februar 2009
Justyna Kowalczyk gewann ihr erstes Gold bei Weltmeisterschaften bzw. Olympischen Spielen. Die für Österreich startende Kateřina Smutná stieg nach 11 km mit 3 Minuten Rückstand aus, auch die Schweizerin Seraina Mischol gab wegen Atembeschwerden auf.
Dieser Wettbewerb war von einem Dopingfall betroffen. Die Russin Natalja Matwejewa wurde im Dezember 2009 deswegen rückwirkend ab Januar 2009 für zwei Jahre gesperrt.

### 30 km Freistil
| Platz | Sportler                     | Zeit (h)  |
| ----- | ---------------------------- | --------- |
| 1     | Justyna Kowalczyk            | 1:16:10,6 |
| 2     | Jewgenija Medwedewa-Arbusowa | 1:16:19,4 |
| 3     | Walentyna Schewtschenko      | 1:16:19,9 |
| 4     | Therese Johaug               | 1:16:20,5 |
| 5     | Kristin Størmer Steira       | 1:16:21,9 |
| 6     | Riitta-Liisa Roponen         | 1:16:22,8 |
| 7     | Aino-Kaisa Saarinen          | 1:16:27,1 |
| 8     | Arianna Follis               | 1:16:41,7 |
| 9     | Marianna Longa               | 1:16:57,5 |
| 10    | Pirjo Muranen                | 1:17:24,1 |
| ..    | …                            | …         |
| 23    | Claudia Nystad               | 1:19:29,7 |

Olympiasiegerin 2006 (Freistil):  Kateřina Neumannová
Weltmeisterin 2007 (klassisch):  Virpi Kuitunen
Datum: 28. Februar 2009
Dieser Wettbewerb war von einem Dopingfall betroffen. Die Russin Natalja Matwejewa wurde im Dezember 2009 deswegen rückwirkend ab Januar 2009 für zwei Jahre gesperrt.

### 4 × 5 km Staffel
| Platz | Land        | Sportler                                                                      | Zeit    |
| ----- | ----------- | ----------------------------------------------------------------------------- | ------- |
| 1     | Finnland    | Pirjo Muranen Virpi Kuitunen Riitta-Liisa Roponen Aino-Kaisa Saarinen         | 54:24,3 |
| 2     | Deutschland | Katrin Zeller Evi Sachenbacher-Stehle Miriam Gössner Claudia Nystad           | 54:37,3 |
| 3     | Schweden    | Lina Andersson Britta Johansson Norgren Anna Haag Charlotte Kalla             | 54:37,7 |
| 4     | Norwegen    | Marit Bjørgen Therese Johaug Kristin Størmer Steira Marthe Kristoffersen      | 54:40,4 |
| 5     | Italien     | Antonella Confortola Marianna Longa Sabina Valbusa Arianna Follis             | 55:16,8 |
| 6     | Polen       | Justyna Kowalczyk Kornelia Marek Sylwia Jaśkowiec Paulina Maciuszek           | 55:36,4 |
| 7     | Japan       | Madoka Natsumi Masako Ishida Michiko Kashiwabara Nobuko Fukuda                | 55:40,4 |
| 8     | Frankreich  | Élodie Bourgeois-Pin Karine Laurent Philippot Coraline Hugue Célia Bourgeois  | 56:04,4 |
| 9     | Belarus     | Wolha Wassiljonak Alena Sannikawa Kazjaryna Rudakowa Wiktoryia Lapazina       | 56:49,1 |
| 10    | Kasachstan  | Tatjana Roschina Jelena Kolomina Swetlana Malachowa-Schischkina Oxana Jazkaja | 56:55,7 |
| 11    | Ukraine     | Wita Jakymtschuk Lada Nesterenko Maryna Anzybor Walentyna Schewtschenko       | 57:19,1 |
| 12    | Tschechien  | Eva Skalníková Kamila Rajdlová Ivana Janečková Helena Erbenová                | 57:33,4 |
| 13    | USA         | Kikkan Randall Morgan Arritola Elizabeth Stephen Caitlin Compton              | 57:40,7 |
| 14    | Estland     | Kaija Udras Triin Ojaste Tatjana Mannima Kaili Sirge                          | 58:10,0 |
| DOP   | Russland    | Aljona Sidko Olga Rotschewa Julija Tschepalowa Jewgenija Medwedewa-Arbusowa   | 56:01,7 |

Olympiasiegerinnen 2006:  Russland (Natalja Baranowa-Massalkina, Larissa Kurkina, Julija Tschepalowa, Jewgenija Medwedewa-Arbusowa)

Weltmeisterinnen 2007:  Finnland (Virpi Kuitunen, Aino-Kaisa Saarinen, Riitta-Liisa Roponen, Pirjo Manninen)
Datum: 26. Februar 2009
Finnland verteidigte seinen Titel erfolgreich; sensationell – vor allem auf Grund der bisherigen Leistungen – gab es Silber für die DSV-Frauen.
Die Staffel aus Russland, die ursprünglich Platz acht belegt hatte, wurde wegen Dopingverstößen ihrer Läuferinnen Julija Tschepalowa und Natalja Matwejewa disqualifiziert.

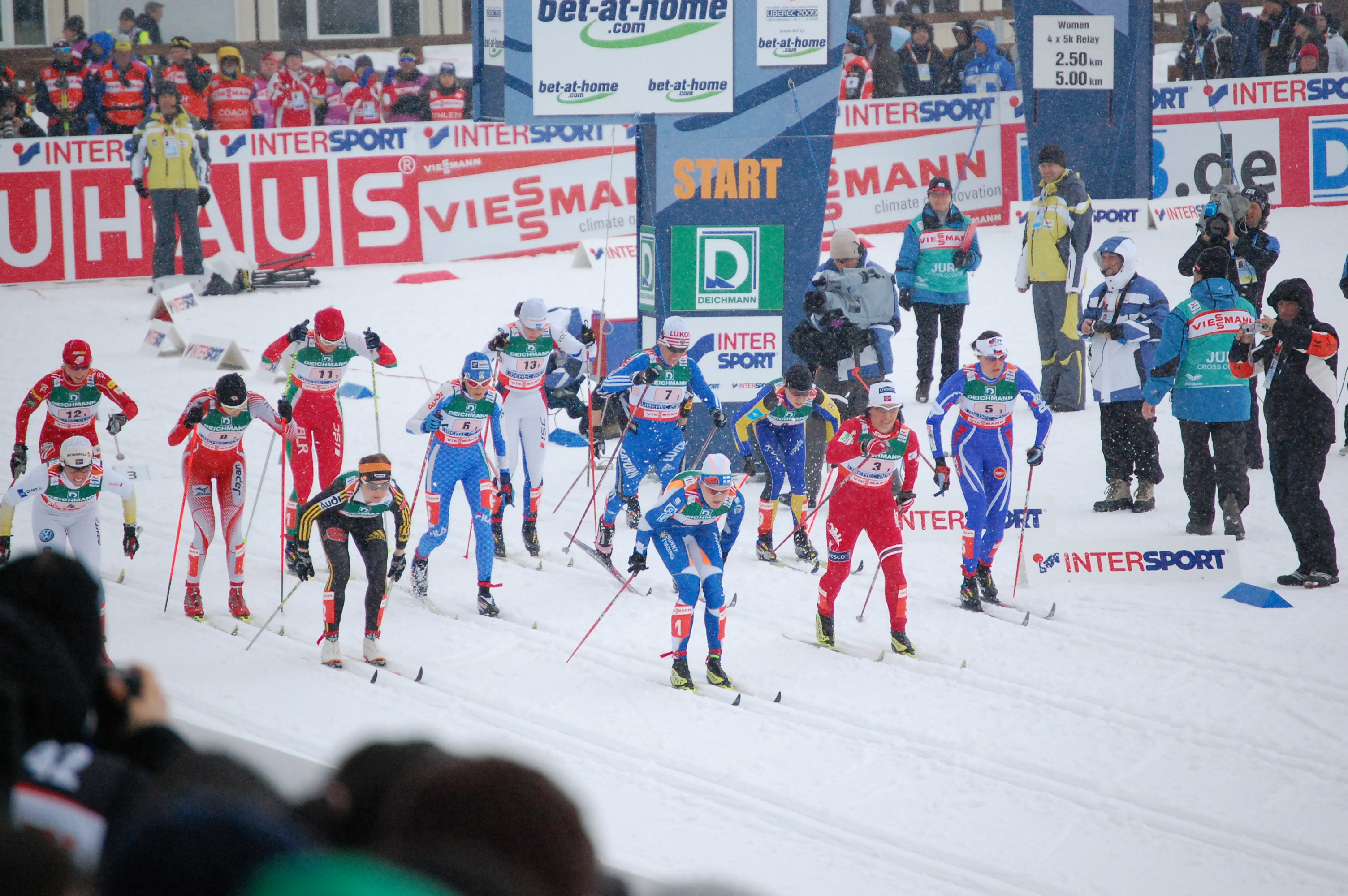
Start des Staffelrennens

## Resultate Skispringen Männer
Detaillierte Ergebnisse

### Normalschanze
| Platz | Sportler              | Weiten (m)     | Punkte |
| ----- | --------------------- | -------------- | ------ |
| 1     | Wolfgang Loitzl       | 103,5 / 099,00 | 282,0  |
| 2     | Gregor Schlierenzauer | 102,0 / 099,00 | 275,0  |
| 3     | Simon Ammann          | 102,0 / 099,50 | 274,5  |
| 4     | Kamil Stoch           | 099,5 / 100,50 | 270,0  |
| 5     | Martin Schmitt        | 100,5 / 098,00 | 269,0  |
| 6     | Andreas Küttel        | 098,5 / 099,00 | 268,0  |
| 7     | Ville Larinto         | 101,0 / 095,00 | 264,5  |
| 8     | Thomas Morgenstern    | 101,5 / 101,5* | 260,5  |
| 9     | Roman Koudelka        | 096,5 / 097,00 | 258,5  |
| 10    | Dmitri Wassiljew      | 094,5 / 098,50 | 256,0  |
| …     | …                     | …              | …      |
| 15    | Michael Uhrmann       | 096,5 / 094,00 | 250,5  |
| 17    | Michael Neumayer      | 096,5 / 092,50 | 247,5  |
| 19    | Stephan Hocke         | 094,5 / 093,50 | 243,5  |
| 22    | Martin Koch           | 093,5 / 092,00 | 237,5  |

Olympiasieger 2006:  Lars Bystøl
Weltmeister 2007:  Adam Małysz

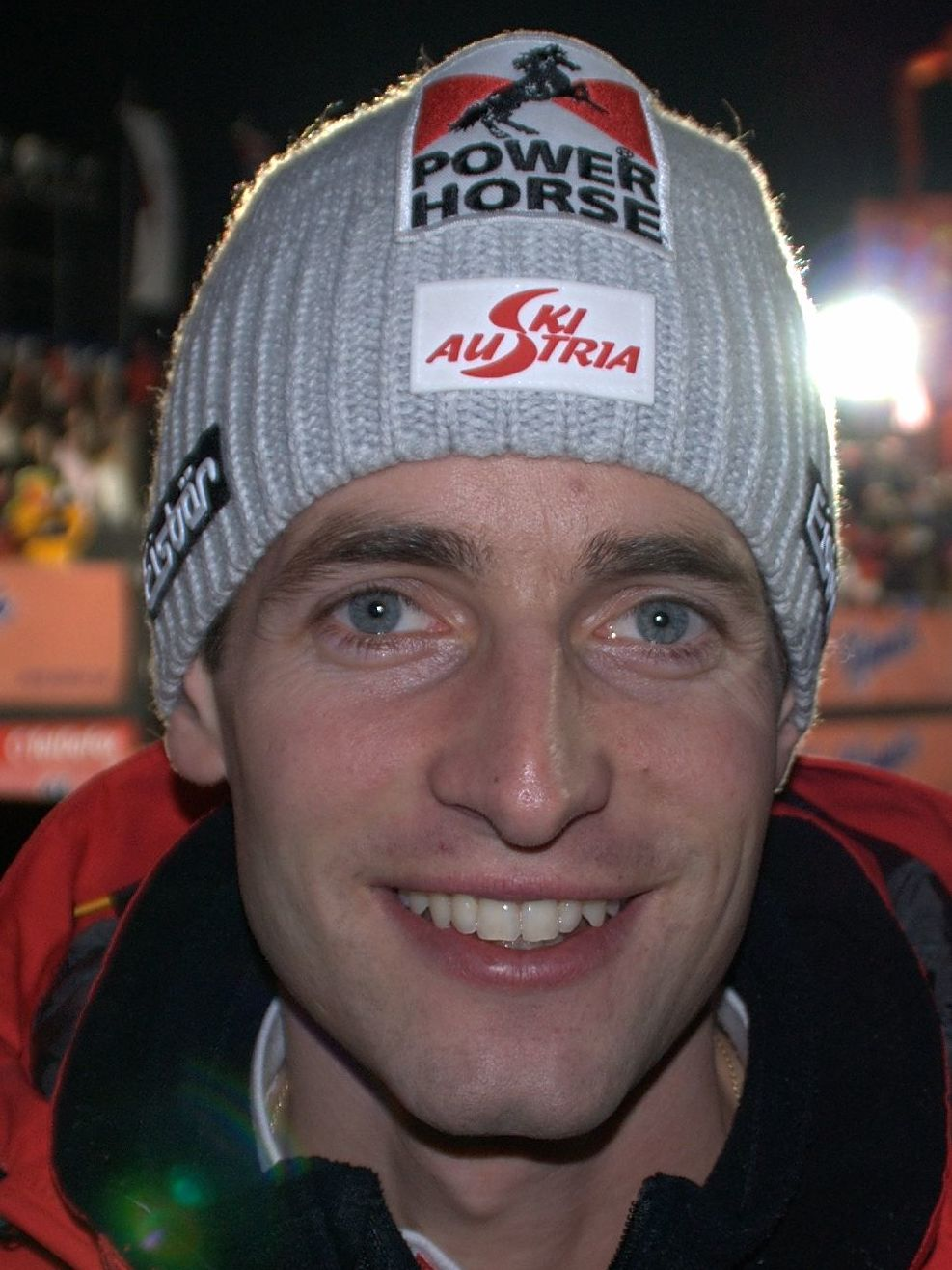
Wolfgang Loitzl – Gewinner des Wettbewerbs von der Normalschanze

Datum: 21. Februar 2009, 17:00 Uhr
Wolfgang Loitzl, der erst in dieser Saison beim Neujahrsspringen im Rahmen der Vierschanzentournee seinen ersten Weltcupsieg sowie den Gewinn der Tournee gefeiert hatte, bestätigte seine starke Form.
Nach dem ersten Durchgang führte Harri Olli mit 104,5 Metern und 147,0 Punkten vor Loitzl (103,5 m/145,5) und Anders Jacobsen (102,0 m/142,0). Gregor Schlierenzauer (102,0 m) und Thomas Morgenstern (101,5 m, je 140,5) lagen ex aequo auf Rang vier, Simon Ammann (102,0 m/131,5) auf Rang sechs.
Im zweiten Durchgang kamen Loitzl und Schlierenzauer auf 99,0 Meter. Ammann sprang 99,5 Meter. Olli fiel mit 87,0 Metern auf Rang 13, Jacobsen mit 86,5 Metern auf Rang 17 zurück. Morgenstern vergab nach nochmals 101,5 Metern, aber mit einem Sturz im Auslauf, eine Medaille und wurde Achter.

### Großschanze
| Platz | Sportler              | Weite (m) | Punkte |
| ----- | --------------------- | --------- | ------ |
| 1     | Andreas Küttel        | 133,5     | 141,3  |
| 2     | Martin Schmitt        | 133,0     | 140,9  |
| 3     | Anders Jacobsen       | 132,5     | 139,5  |
| 4     | Gregor Schlierenzauer | 132,0     | 138,6  |
| 5     | Anders Bardal         | 131,0     | 135,8  |
| 6     | Wolfgang Loitzl       | 128,5     | 132,3  |
| 7     | Dmitri Wassiljew      | 129,5     | 132,1  |
| 8     | Simon Ammann          | 129,0     | 131,7  |
| 9     | Roman Koudelka        | 128,0     | 131,4  |
| 10    | Thomas Morgenstern    | 128,0     | 130,4  |
| 11    | Matti Hautamäki       | 127,0     | 128,1  |
| 12    | Ville Larinto         | 127,0     | 127,6  |
| 12    | Stephan Hocke         | 127,0     | 127,6  |
| 12    | Adam Małysz           | 127,0     | 127,6  |
| …     | …                     | …         | …      |
| 16    | Martin Koch           | 126,0     | 124,8  |
| 17    | Michael Uhrmann       | 124,5     | 122,1  |
| 19    | Jakub Janda           | 122,5     | 120,0  |
| 24    | Kamil Stoch           | 119,5     | 113,6  |
| 28    | Michael Neumayer      | 119,5     | 111,6  |
| 32    | Noriaki Kasai         | 118,0     | 107,4  |

Olympiasieger 2006:  Thomas Morgenstern
Weltmeister 2007:  Simon Ammann
Datum: 27. Februar 2009

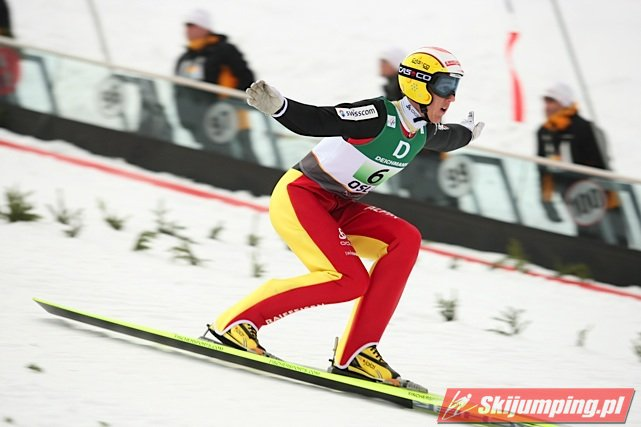
Andreas Küttel – Weltmeister von der Großschanze

Der zweite Wertungsdurchgang wurde nach 23 Springern wegen Schneefalls und Windes abgebrochen und neu gestartet. Der neu gestartete Durchgang musste nach 16 Springern ebenfalls abgebrochen werden. Das Ergebnis des ersten Durchganges wurde nach einstimmigem Juryentscheid als Endergebnis gewertet.

### Mannschaftsspringen Großschanze
| Platz | Land        | Sportler                                                                   | Punkte |
| ----- | ----------- | -------------------------------------------------------------------------- | ------ |
| 1     | Österreich  | Wolfgang Loitzl Martin Koch Thomas Morgenstern Gregor Schlierenzauer       | 1034,3 |
| 2     | Norwegen    | Anders Bardal Tom Hilde Johan Remen Evensen Anders Jacobsen                | 1000,8 |
| 3     | Japan       | Shōhei Tochimoto Takanobu Okabe Daiki Itō Noriaki Kasai                    | 981,2  |
| 4     | Polen       | Kamil Stoch Łukasz Rutkowski Stefan Hula Adam Małysz                       | 972,1  |
| 5     | Tschechien  | Lukáš Hlava Ondřej Vaculík Jakub Janda Roman Koudelka                      | 963,3  |
| 6     | Finnland    | Matti Hautamäki Kalle Keituri Ville Larinto Harri Olli                     | 947,5  |
| 7     | Slowenien   | Mitja Mežnar Jernej Damjan Robert Hrgota Robert Kranjec                    | 914,6  |
| 8     | Frankreich  | Vincent Descombes Sevoie Alexandre Mabboux David Lazzaroni Emmanuel Chedal | 874,5  |
| 9     | Russland    | Denis Kornilow Pawel Karelin Ilja Rosljakow Dmitri Wassiljew               | 431,1  |
| 10    | Deutschland | Michael Neumayer Stephan Hocke Michael Uhrmann Martin Schmitt              | 427,4  |
| 11    | Italien     | Roberto Dellasega Andrea Morassi Alessio De Crignis Sebastian Colloredo    | 394,6  |
| 12    | Kasachstan  | Iwan Karaulow Alexei Koroljow Nikolai Karpenko Radik Schaparow             | 385,9  |

Olympiasieger 2006:  Österreich (Andreas Widhölzl, Andreas Kofler, Martin Koch, Thomas Morgenstern)

Weltmeister 2007:  Österreich (Wolfgang Loitzl, Gregor Schlierenzauer, Andreas Kofler, Thomas Morgenstern)
Datum: 28. Februar 2009
Nur die ersten acht Mannschaften nach dem ersten Durchgang kamen in die Finalrunde.
Aufteilung nach den einzelnen Springern:

Österreich: 1034,3 (Loitzl 285,1 131,0/136,0; Koch 257,5 121,0/134,0; Morgenstern 241,3 123,0/123,0; Schlierenzauer 250,4 127,5/123,0)

Norwegen: 1000,8 (Bardal 269,3 128,0/133,0; Hilde 251,3 122,0/129,0; Evensen 243,0 118,5/129,0; Jacobsen 237,2 126,5/117,5)

Japan: 981,2 (Tochimoto 249,9 123,5/127,0; Okabe 272,6 127,0/135,0; Itō 231,1 118,5/123,5; Kasai 227,6 122,0/120,0)
Stand nach dem ersten Durchgang:

1. Österreich 503,0; 2. Norwegen 486,5; 3. Polen 479,6; 4. Japan 475,8; 5. Tschechien 472,9; 6. Finnland 472,0; 7. Slowenien 450,3; 8. Frankreich 438,1. Deutschland: 427.4 (Neumayer 116,7 121,5; Hocke 96,9 113,0; Uhrmann 115,8 121,0; Schmitt 98,0 112,5)

## Resultate Skispringen Frauen
Detaillierte Ergebnisse

### Normalschanze
| Platz | Sportlerin                 | Weiten (m)   | Punkte |
| ----- | -------------------------- | ------------ | ------ |
| 1     | Lindsey Van                | 89,0 / 97,5  | 243,0  |
| 2     | Ulrike Gräßler             | 93,5 / 93,0  | 239,0  |
| 3     | Anette Sagen               | 93,5 / 94,0  | 238,5  |
| 4     | Daniela Iraschko           | 89,0 / 91,0  | 228,0  |
| 5     | Coline Mattel              | 90,0 / 87,5  | 220,5  |
| 6     | Jessica Jerome             | 80,5 / 91,0  | 207,0  |
| 7     | Magdalena Schnurr          | 89,0 / 81,5  | 205,0  |
| 8     | Anna Häfele                | 88,5 / 82,5  | 204,5  |
| 9     | Line Jahr                  | 88,0 / 81,5  | 201,0  |
| 10    | Ayumi Watase               | 76,5 / 90,5  | 197,5  |
| …     | …                          | …            | …      |
| 12    | Jacqueline Seifriedsberger | 76,0 / 83,0  | 178,5  |
| 13    | Evelyn Insam               | 79,5 / 78,0  | 173,5  |
| 14    | Bigna Windmüller           | 74,5 / 78,0  | 163,0  |
| 15    | Jenna Mohr                 | 73,5 / 79,0  | 161,5  |
| 18    | Lisa Demetz                | 71,0 / 68,5  | 135,0  |
| 32    | Elena Runggaldier          | 61,5 / ---00 | 44,0   |
| 36    | Barbara Stuffer            | 52,0 / ---00 | 22,5   |

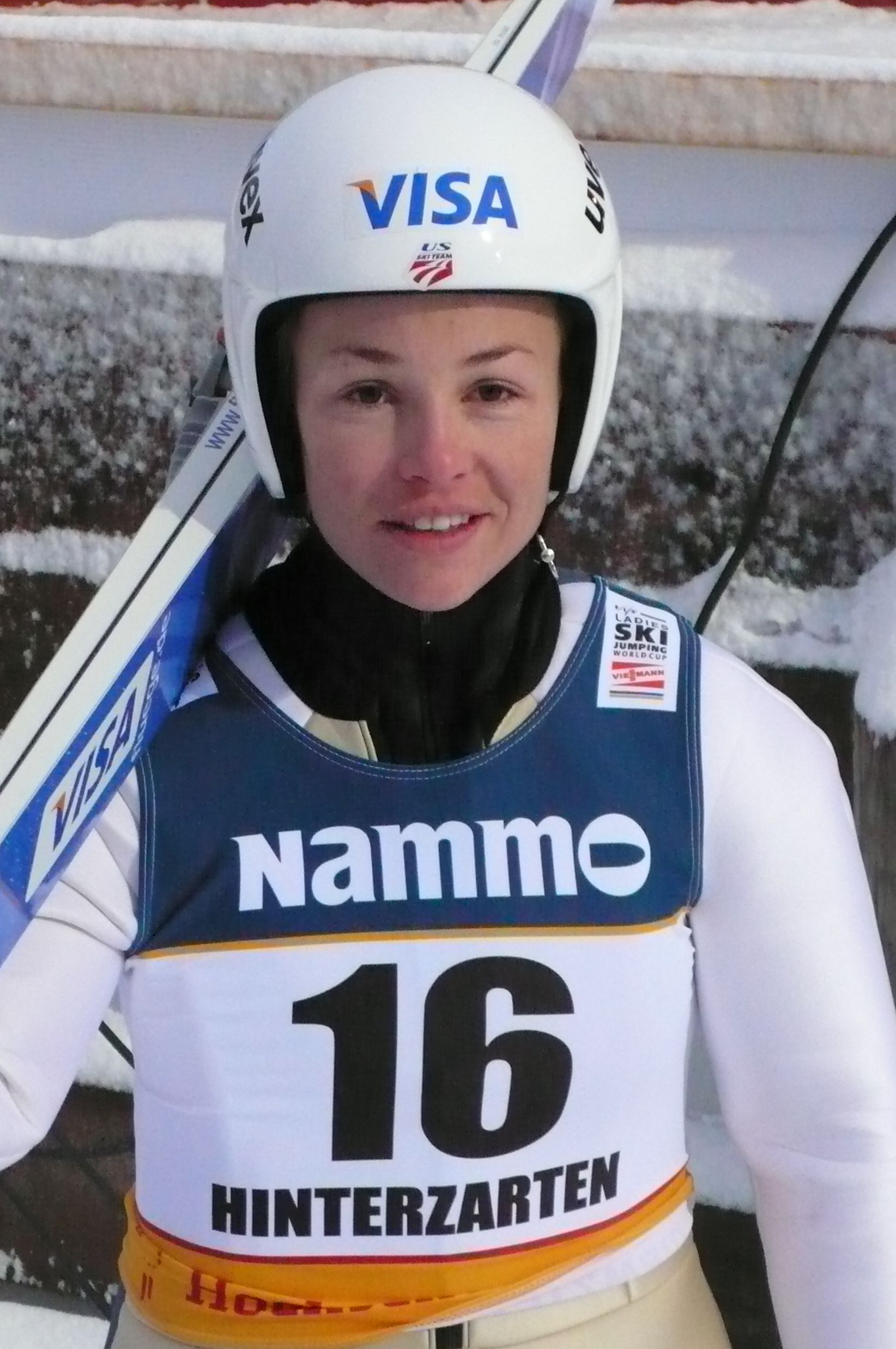
Lindsey Van – erste Weltmeisterin im Frauen-Skispringen

erstmals bei Olympischen Spielen bzw. Weltmeisterschaften im Programm
Datum: 20. Februar 2009
Es gab ein eher überraschendes Resultat, bei dem Daniela Iraschko als eine der „Vorkämpferinnen“ für das Frauen-Skispringen und eine der besten Springerinnen vor diesen ersten Frauen-Weltmeisterschaften nur der medaillenlose vierte Rang blieb.

## Resultate Nordische Kombination Männer

### Einzel (Normalschanze HS100/10 km)
| Platz | Sportler            | Zeit bzw. Rückstand (s/min) |
| ----- | ------------------- | --------------------------- |
| 1     | Todd Lodwick        | 024:22,3                    |
| 2     | Jan Schmid          | 00+13,0                     |
| 3     | Bill Demong         | 00+33,5                     |
| 4     | Anssi Koivuranta    | 00+54,7                     |
| 5     | Norihito Kobayashi  | +1:02,9                     |
| 6     | Yūsuke Minato       | +1:11,4                     |
| 7     | Sebastian Haseney   | +1:14,9                     |
| 8     | Christoph Bieler    | +1:22,7                     |
| 9     | Mario Stecher       | +1:27,7                     |
| 9     | Tino Edelmann       | +1:27,7                     |
| 11    | Bernhard Gruber     | +1:30,3                     |
| 12    | François Braud      | +1:32,5                     |
| 13    | Ronny Ackermann     | +1:52,3                     |
| 14    | Ronny Heer          | +2:04,0                     |
| …     | …                   | …                           |
| 17    | Magnus Moan         | +2:22,6                     |
| 20    | Seppi Hurschler     | +2:37,9                     |
| 23    | Jason Lamy Chappuis | +2:37,9                     |
| 30    | Wilhelm Denifl      | +3:21,0                     |
| 33    | Akito Watabe        | +3:58,0                     |
| 34    | Eric Frenzel        | +4:00,5                     |
| 41    | Tim Hug             | +4:43,5                     |
| 45    | Björn Kircheisen    | +5:05,3                     |
| 49    | Armin Bauer         | +6:30,2                     |

Olympiasieger 2006:  Felix Gottwald
Weltmeister 2007:  Hannu Manninen
Datum: 22. Februar 2009

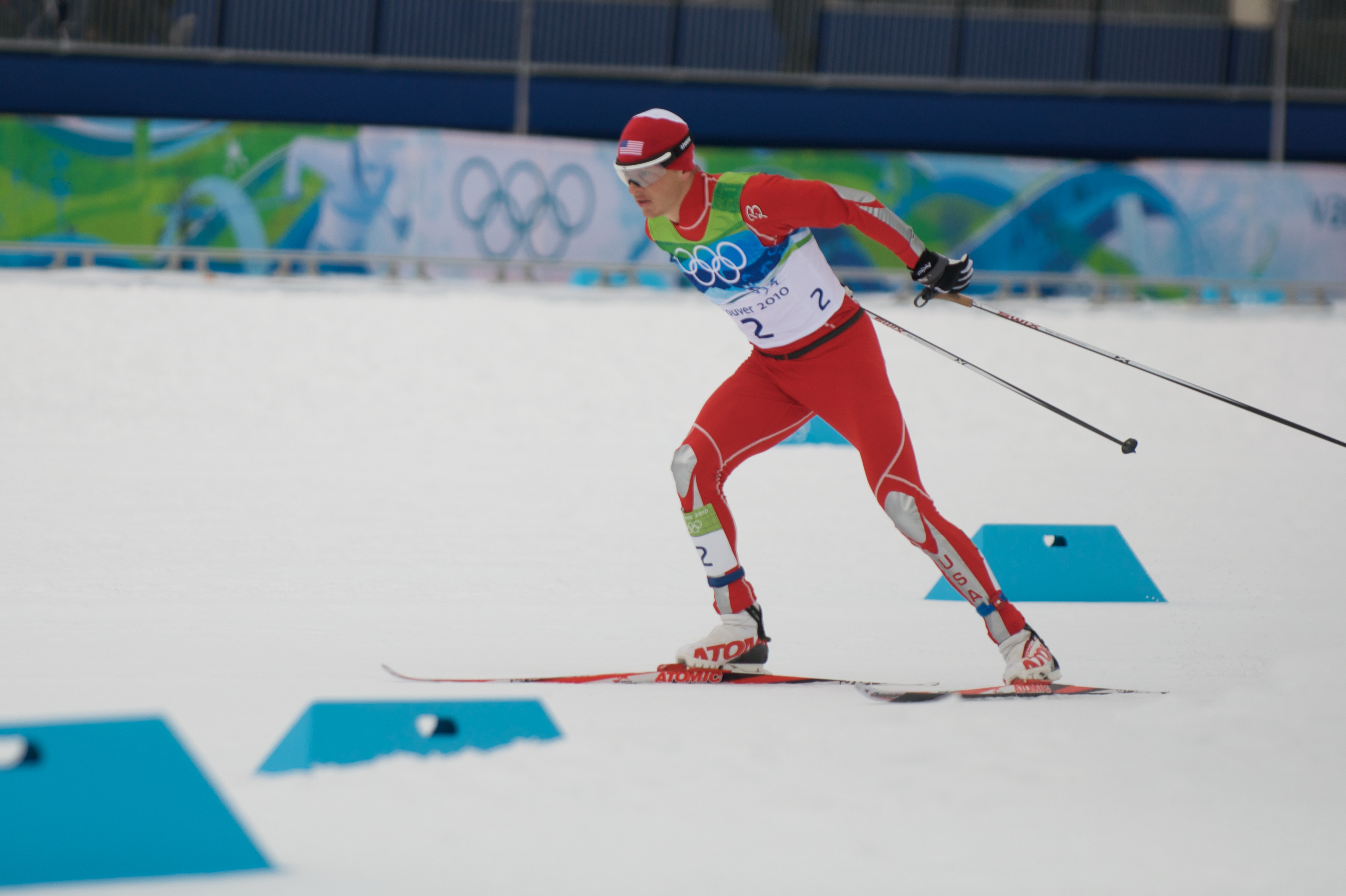
Den Einzelwettbewerb von der Normalschanze und den Massenstart gewann Todd Lodwick

Der Wettbewerb wurde mit einem Sprung und dem darauf folgenden 10-km-Langlauf durchgeführt. Es kamen 55 Sportler ins Ziel.
Resultat Springen: 1. Lodwick 135,5 Punkte; 2. ex aequo Schmid und Koivuranta +0,02 (135,0); 4. Gruber +0,04 (134,5); 5. Bieler +0,08 (133,5); 6. Ackermann +0,12 (132,5); 7. Edelmann +0,20 (130,5); 8. Aleš Vodseďálek CZE +0,24 (129,5) [Endrang 37; +4:19,6); 9. Denifl +0,28 (128,5); 10. Braud +0,30 (128,0); weiters: 12. Demong +0,36 (126,5); 13. Stecher +0,42 (125,0); 14. Kobayashi +0,44 (124,5); 18. Minato +0,56 (121,5); 19. Haseney +1:02 (120,0); 24. Lamy Chappuis +1:28 (113,5); 27. Frenzel +1:40 (110,5); 29. Heer +1:48 (108,5); 33. Hurschler +2:02 (105,0); 35. Hug +2:08 (103,5); 41. Kircheisen +2:22 (100,0); 53. Watabe 3:34 (82,0); 58. Bauer +4:30 71,0 (46,0).
Resultat Langlauf:
1. Moan, 2. Demong, 3. Lodwick, 4. Schmid, 5. Haseney, 6. Minato, 7. Heer, 8. Kobayashi, 9. Watabe, 10. Kokslien; …; 12. Hurschler, 13. Stecher, 21. Edelmann, 22. Braud, 24. Bieler, 26. Gruber, 29. Ackermann, 32. Bauer, 36. Frenzel, 40. Hug, 42. Kircheisen, 44. Denifl.

### Einzel (Großschanze HS134/10 km)

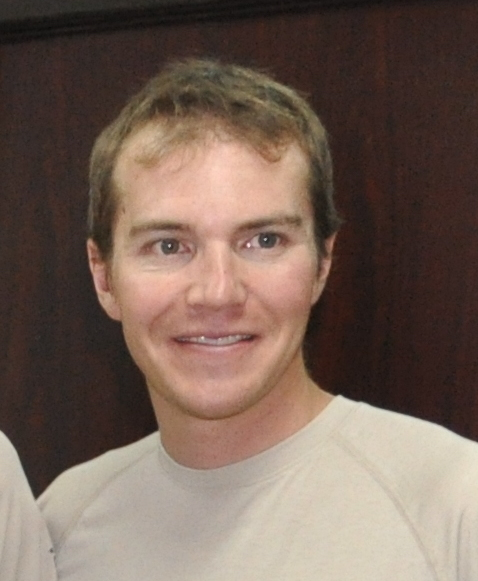
Nach WM-Silber von der Normalschanze 2009 gab es nun Gold für Bill Demong von der Großschanze

| Platz | Sportler            | Zeit bzw. Rückstand (s/min) |
| ----- | ------------------- | --------------------------- |
| 1     | Bill Demong         | 023:36,6                    |
| 2     | Björn Kircheisen    | 00+12,8                     |
| 3     | Jason Lamy Chappuis | 00+31,4                     |
| 4     | Janne Ryynänen      | 00+49,0                     |
| 5     | Magnus Moan         | 00+55,1                     |
| 6     | Alessandro Pittin   | 00+57,0                     |
| 7     | Tino Edelmann       | 00+58,1                     |
| 8     | Pavel Churavý       | 00+59,1                     |
| 9     | Yūsuke Minato       | +1:10,9                     |
| 10    | Todd Lodwick        | +1:13,5                     |
| 11    | Bernhard Gruber     | +1:18,3                     |
| …     | …                   | …                           |
| 17    | Mario Stecher       | +1:44,8                     |
| 18    | Marco Pichlmayer    | +1:54,4                     |
| 21    | Ronny Ackermann     | +2:02,5                     |
| 22    | Seppi Hurschler     | +2:07,3                     |
| 27    | Joel Bieri          | +2:31,7                     |
| 28    | Ronny Heer          | +2:37,3                     |
| 29    | Eric Frenzel        | +2:39,6                     |
| 30    | Tim Hug             | +2:44,6                     |
| 47    | Christoph Bieler    | +4:36,9                     |

Olympiasieger 2006:  Georg Hettich
Weltmeister 2007:  Ronny Ackermann
Datum: 28. Februar 2009

### Massenstart (10 km Langlauf/Sprünge Normalschanze)
| Platz | Sportler            | Punkte |
| ----- | ------------------- | ------ |
| 1     | Todd Lodwick        | 276,0  |
| 2     | Tino Edelmann       | 273,7  |
| 3     | Jason Lamy Chappuis | 265,2  |
| 4     | Anssi Koivuranta    | 260,2  |
| 5     | Bill Demong         | 258,7  |
| 6     | Christoph Bieler    | 256,7  |
| 7     | Petter Tande        | 255,5  |
| 8     | Eric Frenzel        | 255,2  |
| 9     | Jaakko Tallus       | 251,0  |
| 10    | François Braud      | 249,2  |
| …     | …                   | …      |
| 19    | Ronny Ackermann     | 232,7  |
| 22    | Bernhard Gruber     | 224,7  |
|       | Mario Stecher       | 224,7  |
| 26    | Björn Kircheisen    | 221,5  |
| 29    | Seppi Hurschler     | 215,5  |
| 31    | Ronny Heer          | 159,5  |
| 39    | Tim Hug             | 143,2  |

Dieser Wettbewerb wurde erstmals bei Olympischen Spielen bzw. Weltmeisterschaften ausgetragen.
Datum: 19./20. Februar 2009
Nach dem Langlauf führte Todd Lodwick mit 24:49,7 min, erhielt 120,0 Punkte; auf den Rängen 2 und 3 lagen Edelmann (+4,6/118,7) und Demong (+5,2/118,7); weitere Plätze: 4. Hurschler (+5,6/118,5); 5. Anssi Koivuranta (+6,7/118,2); 6. François Braud (+7,0/118,2); …; 8. Frenzel (+7,2/118,2); 15. Bieler (+12,9/116,7); 16. Ackermann (+13,2/116,7); 17. Kircheisen (+14,1/116,2); 20. Chappuis (+19,2/115,2); 34. Gruber (+1:25,1/98,7); 38. Klapfer (+1:42,8/94,2); 39. Stecher (+1:45,4/93,7).
Das Springen musste im ersten Durchgang abgebrochen werden und wurde am nächsten Tag neu gestartet. Die Weiten der Medaillengewinner (Meterangabe): Lodwick: 100,5/97,5; Edelmann: 100,5/97,0; Chappuis: 95,5/99,5. – Klapfer trat zum Springen nicht an.
Dies war der vorläufig letzte Massenstart-Wettbewerb der Geschichte. Im Weltcup war er zuvor am 10. Januar 2009 in Val di Fiemme letztmals ausgetragen worden – gewonnen hatte Björn Kircheisen. Zur Bereicherung der Vielfalt in der Nordischen Kombination kam der Massenstart in der Saison 2023/24 dann doch wieder ins Wettbewerb-Programm.

### Mannschaft (Großschanze/4 × 5 km)
| Platz | Land        | Sportler                                                             | Zeit bzw. Rückstand (s/min) |
| ----- | ----------- | -------------------------------------------------------------------- | --------------------------- |
| 1     | Japan       | Yūsuke Minato Taihei Katō Akito Watabe Norihito Kobayashi            | 048:32,3                    |
| 2     | Deutschland | Ronny Ackermann Eric Frenzel Björn Kircheisen Tino Edelmann          | 000+0,0                     |
| 3     | Norwegen    | Mikko Kokslien Petter Tande Jan Schmid Magnus Moan                   | 000+3,6                     |
| 4     | Frankreich  | Maxime Laheurte François Braud Sébastien Lacroix Jason Lamy Chappuis | 00+17,1                     |
| 5     | Österreich  | Bernhard Gruber Wilhelm Denifl Christoph Bieler Mario Stecher        | +1:05,0                     |
| 6     | Tschechien  | Tomáš Slavík Miroslav Dvořák Aleš Vodseďálek Pavel Churavý           | +2:56,6                     |
| 7     | Italien     | Alessandro Pittin Giuseppe Michielli Armin Bauer Davide Bresadola    | +4:04,5                     |
| 8     | Finnland    | Jaakko Tallus Lauri Asikainen Jim Härtull Janne Ryynänen             | +4:59,1                     |
| 9     | Estland     | Kail Piho Aldo Leetoja Karl-August Tiirmaa Kaarel Nurmsalu           | +5:19,2                     |
| 10    | Russland    | Anton Kamenew Nijas Nabejew Sergei Maslennikow Iwan Panin            | +5:59,9                     |

Olympiasieger 2006:  Österreich (Michael Gruber, Christoph Bieler, Felix Gottwald. Mario Stecher)

Weltmeister 2007:  Österreich (Michael Gruber, Christoph Bieler, Felix Gottwald. Mario Stecher)
Datum: 26. Februar 2009
Bill Demong, der Auftaktspringer des US-Teams, wurde beim Sprunglauf disqualifiziert, da er seine Startnummer verloren hatte und stattdessen mit dem Startnummernleibchen eines Vorspringers an den Start gegangen war. Nach dem Springen führte Frankreich mit acht Sekunden vor Österreich; Rang 3 Finnland (+13 s), Rang 4 Deutschland (+17 s), Rang 5 Japan (+24 s), Rang 6 Norwegen (+42 s); weiters Rang 11 Schweiz (+2:11 min).